# Traugott Mueller
Traugott Mueller (auch: Müller) (* um 1865, † nach 1921) war ein deutscher Agrarfunktionär. Als Geheimer Ober-Regierungsrat und vortragender Rat im Königlich Preußischen Ministerium für Landwirtschaft, Domänen und Forsten war er Dezernent für Garten-, Obst- und Weinbau und insbesondere für die königlichen Obstbau-Institute in Geisenheim und in Proskau – in Geisenheim am Rhein gab es eine Königliche Lehranstalt für Wein-, Obst- und Gartenbau; im oberschlesischen Proskau ein Königlich pomologisches Institut.

## Leben
Im Jahr 1887 oder 1888 wurde Mueller in Halle an der Saale mit seinen „Untersuchungen über den gegenwärtigen Stand der Agrarstatistik und deren Entwicklung seit dem Jahre 1868, unter besonderer Berücksichtigung der landwirtschaftlichen Produktionsstatistik“ zum Dr. phil. promoviert.
Im Jahr 1893 besuchte Mueller die Weltausstellung in Chicago. Über seine fachlichen Eindrücke von seiner Rundreise durch die USA (vom 29. Juli bis zum 18. Oktober 1893) hat er das Buch „Die amerikanische Bewässerungswirthschaft und andere landwirthschaftliche Reisebeobachtungen aus Nord-Amerika“ verfasst, das 1894 im Paul Parey Zeitschriftenverlag in Berlin erschien.
Bis 1894 war Mueller »Generalsecretair des Deutschen Landwirthschaftsraths« in Berlin. Ihm folgte Heinrich Dade ins Amt.
Im Jahr 1898 wurde Mueller zum Dezernenten für Obst- und Gartenbau im preußischen Ministerium für Landwirtschaft ernannt.
1899 wurde mit Unterstützung des Staates Preußen und des Deutschen Reiches an der königlichen landwirtschaftlichen Hochschule in Berlin eine Versuchsstation des Verbandes deutscher Müller errichtet. Diese Versuchsstation unterstand dem Geheimen Regierungs-Rat Prof. Dr. Wittmack und wurde durch ein siebenköpfiges Kuratorium überwacht. Zum Vorsitzenden dieses Kuratoriums wurde der Geheime Regierungs-Rat Dr. Traugott Müller, zum stellvertretenden Vorsitzenden Direktor Joseph Johann van den Wyngaert gewählt. Aufgaben der Station waren: Die Untersuchungen von Mehlen und Kleien für Behörden, insbesondere für Zollbehörden, Landwirtschaftskammern, Müllereiverbände, Handelskorporationen und Private, für diese auch Untersuchungen von Ölkuchen und anderen Futterstoffen; Rat-Erteilung an Müller und Bäcker bei Störungen im Betriebe, Prüfung von Geräten; Untersuchung über die Wirkung der Lagerung des Mehles, seine Selbsterwärmung, den Einfluss der Lagerung auf die Backfähigkeit, Ursachen der verschiedenartigen Backfähigkeit unterschiedlicher Weizensorten, über das Auftreten von Diastase in Mehlen, die Aufstellung von Mehltypen und anderes mehr.
1901 wurde Mueller zum Geheimen Ober-Regierungsrat ernannt.
Am 1. April 1903 wurde ein erweitertes Kuratorium für die Königliche Lehranstalt für Wein-, Obst- und Gartenbau in Geisenheim am Rhein geschaffen, zu dessen Vorsitzendem Traugott Mueller berufen wurde.
Im Jahr 1904 leitete Mueller auf der Weltausstellung in St. Louis im Auftrag des Königlich Preußischen Ministeriums für Landwirtschaft, Domänen und Forsten die landwirtschaftliche Unterrichtsausstellung des Deutschen Reiches und – in Gemeinschaft mit der Deutschen Landwirtschafts-Gesellschaft – die gesamte deutsche Landwirtschaftsabteilung.
1911 war Geheimrat Dr. Traugott Mueller der ständige offizielle Delegierte Deutschlands am Internationalen Agrarinstitut in Rom, einem Vorläufer der Ernährungs- und Landwirtschaftsorganisation der Vereinten Nationen.
Mueller war im Jahr 1915 Mitglied des Vorstandes des Kriegsausschusses für Ersatzfutter GmbH.

## Ehrungen
- 1899: Roter Adler-Orden 4. Klasse[11]
- 1901: Königlicher Kronenorden 3. Klasse[12]
- 1903: Roter Adler-Orden 3. Klasse mit der Schleife[13]
- 1909: Roter Adler-Orden 2. Klasse mit Eichenlaub[14]
- nach Traugott Mueller wurde eine Birnen-Sorte – eine Neuzüchtung der Königlichen Lehranstalt für Obst- und Weinbau in Geisenheim a. Rh. – benannt.[15]

## Veröffentlichungen von Traugott Mueller
- Traugott Mueller: Untersuchungen über den gegenwärtigen Stand der Agrarstatistik und deren Entwicklung seit dem Jahre 1868, unter besonderer Berücksichtigung der landwirtschaftlichen Produktionsstatistik. Fischer, Jena 1888, Hochschulschrift, Zugl.: Halle, Univ., Diss., 1887, Umfang: VIII, 184 S. (uni-leipzig.de).
- Traugott Mueller (Hrsg.): Die Grossherzogthümer Mecklenburg-Schwerin und Strelitz. In: Handbuchs des Grundbesitzes im Deutschen Reiche. Band 10, Mit Angabe sämmtlicher grösseren Güter, ihrer Qualität, ihrer Grösse und Vertheilung der Fläche nach Kulturarten; ihres Hufenstandes; ihrer Besitzer, Pächter, Administratoren etc.; der industriellen Anlagen; Post-, Telegraphen- und Eisenbahnstationen und der zuständigen Amtsgerichtsbezirke. Nach den vorhandenen amtlichen und anderen authentischen Quellen bearbeitet von Dr. Traug. Mueller. Nicolaische Verlags-Buchhandlung R. Stricker, Berlin 1888 (SUB Göttingen).
- Traugott Mueller: Usancen des börsenmäßigen Getreidehandels in Deutschland. Parey, Berlin 1892, Katalog-Eintrag: search.books2ebooks.eu
- Traugott Mueller: Organisation der Saatenstands- und Ernteberichterstattung. Vortrag, gehalten im Klub der Landwirthe zu Berlin am 6. Dezember 1892, Grundmann, Berlin 1893, Katalog-Eintrag: search.books2ebooks.eu
- Traugott Mueller: Die amerikanische Bewässerungswirthschaft und andere landwirthschaftliche Reisebeobachtungen aus Nord-Amerika. P. Parey, Berlin 1894, 132 S., 21 Bl. : Ill. (uni-leipzig.de).
- Traugott Mueller: Deutschlands Landwirthschaft: ihre Entwickelung im 19. Jahrhundert und ihre wirtschaftliche Gesammtbedeutung in der Gegenwart. In: Die deutsche Landwirtschaft auf der Weltausstellung in Paris 1900. Verlag: Universitäts-Bücherei von Carl Georgi, Bonn, 1900, S. 1 bis S. 83 (Textarchiv – Internet Archive).